# Jim White (Trompeter)
James „Jim“ White (auch Jimmy White, * 23. September 1931 in Ktirrat, West Virginia; † 10. Juli 2018) war ein US-amerikanischer Jazzmusiker (Trompete, Komposition).

## Leben und Wirken
White besuchte die Logan High School, wo er in der Marching Band der Schule spielte. Während der Schulzeit hatte er Gelegenheit, bei Militär-Begräbnissen aufzutreten. Den Bachelor erwarb er an der Marshall University; anschließend unterrichtete er an öffentlichen Schulen in Ohio und Kentucky. Daneben schrieb er Musiker für Marchingbands. Er gehörte außerdem der Hatfield Big Band an, bevor er schließlich nach New York City zog und in Orchestern arbeitete, u. a. im Dorsey Brothers Orchestra, mit dem er Vokalisten wie Bob Hope begleitete. In den 1980er-Jahren war er Trompeter bei Jaki Byards Bigband The Apollo Stompers, zu hören auf den Soul Note Alben Phantasies und Phantasies II. Im Bereich des Jazz war er zwischen 1984 und 1999 an drei Aufnahmesessions beteiligt, zuletzt in der Band des Saxophonisten und Sängers Tommy Wills (Swingin' the Blues). In späteren Jahren war er als Manager für die Agentur von Emile Charlap tätig; u. a. betreute er Filmmusik-Projekte von Ennio Morricone und Tan Dun. Zuletzt arbeitete er noch geschäftsführend für Benny Golson.